# 奧克芒德 (密蘇里州)
奧克芒德（英語：Oak Mound）是位於美國密蘇里州歐扎克縣的非建制地區。

## 歷史
奧克芒德的郵局於1888年設立，其後於1932年停運。

## 地理
奧克芒德所處的海拔為高於海平面288米（即945英呎），而該地所採用的時區為UTC-6，即北美中部時區（CST）。同時該地設有夏令時間，為UTC-6調快一小時，即UTC-5（CDT）。